# 公立千歳科学技術大学
公立千歳科学技術大学（こうりつちとせかがくぎじゅつだいがく、英語: Chitose Institute of Science and Technology）は、日本の公立大学である。北海道千歳市美々に本部を置く。略称は科技大（かぎだい）、千歳科技大（ちとせかぎだい）千歳科技（ちとかぎ）。

## 概要
- 本学は北海道初の公設民営方式によって設立された私立大学（公設民営大学）であった[2]。千歳市が全額出資して準備財団を設立。その後産学官の協力によって学校法人が設立された。2019年4月1日をもって千歳市が設立した公立大学法人公立千歳科学技術大学を設置者とする公立大学に移行した。
- 主に「フォトニクス」や「光サイエンス」と呼ばれる光の特性を利用した最先端技術の研究を行う。
- 研究開発、製造は学内の大学院研究棟で行われている。研究室は企業にも開放され、行政も参画しながら、「産学官一体」で新技術の製品化に取り組まれている。
- 大学を中心とした産学官連携コンソーシアム「ホトニクスバレーコンソーシアム (PWC)」が組織されている。
- 同大学の周辺には光技術に関連する企業を30社誘致し、これらは卒業生の就職先にもなっている。その結果、就職率は毎年95％を超える高水準をキープすることにつながっている。
- 学部教育にも重点をおいており、理数系科目を対象としたeラーニングは、文部科学省の教育プログラムに多数採択されている。具体的には、特色GPは1件、現代GPは3件、先導Pは1件、学生支援GPは1件。

## 沿革
（沿革節の主要な出典は公式サイト）
- 1997年（平成09年）12月 - 学校法人千歳科学技術大学寄附行為および千歳科学技術大学設置認可
- 1998年（平成10年）
  - 04月 - 千歳科学技術大学が開学[4]。初代学長に佐々木敬介就任。光科学部（物質光科学科、光応用システム学科）設置
  - 06月 - 開学式
  - 11月 - 佐々木敬介が病に臥した為、第2代学長に緒方直哉就任
- 2001年（平成13年）
  - 11月 - 校歌完成・制定
  - 12月 - 学校法人千歳科学技術大学寄附行為変更および千歳科学技術大学大学院設置認可
- 2002年（平成14年）04月 - 大学院光科学研究科修士課程を開設する。第3代学長に雀部博之就任
- 2004年（平成16年）04月 - 大学院光科学研究科修士課程を博士前期課程・博士後期課程に課程変更
- 2007年（平成19年）11月 - 10周年記念棟が竣工される。
- 2008年（平成20年）04月 - 学部改組（総合光科学部（バイオ・マテリアル学科、光システム学科、グローバルシステムデザイン学科）設置）
- 2010年（平成22年）04月 - 第4代学長に川瀬正明就任
- 2015年（平成27年）04月 - 総合光科学部を理工学部に、バイオ・マテリアル学科を応用化学生物学科に、光システム学科を電子光工学科に改組
- 2016年（平成28年）04月 - グローバルシステムデザイン学科を情報システム工学科に改組
- 2019年（平成31年）
  - 1月 - 北海道から千歳市に対し公立大学法人公立千歳科学技術大学設立にかかる認可書交付、文部科学省から「千歳科学技術大学設置者変更認可申請」及び「学校法人千歳科学技術大学解散認可申請」認可
  - 3月 - 学校法人千歳科学技術大学解散
  - 4月1日 - 公立大学法人公立千歳科学技術大学設立。同法人が設置する公立千歳科学技術大学に移行。公立千歳科学技術大学初代学長に川瀬正明就任
- 2021年（令和03年）
  - 4月1日 - 大学院光科学研究科を理工学研究科へ改組。第2代理事長・学長に宮永喜一就任。
- 2022年（令和4年）
  - 3月 - 情報棟が竣工

## 公立化への動き
本学はいわゆる公設民営大学であったが、2016年12月、公立大学化を求める要望書を千歳市に提出した。2017年1月、千歳市は本学を公立大学法人化する方向で検討に入った。2017年7月、千歳市議会は調査特別委員会を設置しその可否について審査。2017年10月25日、山口幸太郎・千歳市長は「2019年4月の公立大学開学に向けて取り組みたい」と表明。千歳市が公立大学法人を設置し、本学を公立大学に移行させる方針を示した。千歳市議会の特別委員会は2018年1月、市の公立化方針を是認することを決め、同年3月市議会定例会にて報告された。2010年度以降定員割れが続いてきたが、公立化の動きに対する受験生・保護者の反応は早く、2017年度入試は一転して志願者増となり、2018年度新入生は8年ぶりに定員割れを解消した。市は2019年4月の公立移行を目指し、2018年6月の市議会定例会に公立化を提案、同意の議決を得た。市は直ちに北海道と文部科学省に公立大学法人の設立と大学の設置者変更を申請した。翌2019年1月31日、北海道から市に対し公立大学法人公立千歳科学技術大学設立にかかる認可書が交付され、また同日付で文部科学省から「千歳科学技術大学設置者変更認可申請」及び「学校法人千歳科学技術大学解散認可申請」が認可された。すべての手続きを完了し、同年4月1日に公立大学法人公立千歳科学技術大学が設置する公立千歳科学技術大学に移行した。

## 学部・学科
- 理工学部（学科選択は 2年秋学期に行われる）
  - 応用化学生物学科
  - 電子光工学科
  - 情報システム工学科

## 過去に存在した学部・学科
- 光科学部（開学から2011年3月まで。2008年4月に総合光科学部へ改組）
  - 物質光科学科
  - 光応用システム学科
- 総合光科学部（2008年4月に光科学部より改組される）
  - バイオ・マテリアル学科
  - 光システム学科
  - グローバルシステムデザイン学科

## 大学院
- 理工学研究科
  - 理工学専攻（博士前期課程・博士後期課程）

## 大学関係者と出身者
- 川瀬正明 - 学長、電子光工学科教授、通信工学、光通信光学、光ファイバおよび光ファイバ応用システム
- 小松川浩 - 情報システム工学科教授、知識工学・分散処理、ICT教育システム
- 曽我聡起 - 情報システム工学科教授、コミュニケーション情報学、メディアデザイン学、サービスサイエンス、教育工学
- 深町賢一 - 情報システム工学科専任講師、インターネット・オペレーティングシステム

## 対外関係等

### 大学
- 北星学園大学 - 「連携・協力に関する包括協定」締結（2008年11月21日）
- 北海道医療大学、小樽商科大学、室蘭工業大学、札幌医科大学 - 「単位互換協定」締結（2010年3月10日）
- 山梨大学、愛媛大学、佐賀大学、北星学園大学、創価大学、愛知大学、桜の聖母短期大学 - 文部科学省大学間連携共同教育推進事業による（2012年9月3日）
- ポツダム大学 - （2005年12月17日）
- 湖南大学校 - 「教育・研究等の交流と協力を促進するための協議をする協定」締結（2010年11月18日）
- 全南大学校 - 「学術交流協定」締結（2011年1月25日）

### 教育委員会
- 千歳市教育委員会と連携・協定（2003年9月1日）
- 夕張市教育委員会と連携・協定（2010年12月27日）

### 大学発ベンチャー企業
当大学の研究成果をもとに起業したベンチャー企業
- フォトニックサイエンステクノロジ株式会社
- 有限会社グーテック
- 有限会社 マスコシステムズ
- 北海道コンテンツソリューション株式会社
- 株式会社CeFox
- 株式会社ツヨシオカ

## 公式サイト
- 公立千歳科学技術大学